# Schubstaartkoesoe
De schubstaartkoesoe (Wyulda squamicaudata) is een klimbuideldier uit de familie der koeskoezen (Phalangeridae) in de bossen bij de westkust van de Kimberley, een streek in het noorden van West-Australië. Het is de enige levende soort van het geslacht Wyulda. Deze soort is het nauwst verwant aan de koesoes (Trichosurus); sommigen hebben de schubstaartkoesoe in dat geslacht geplaatst.
Dit gedrongen dier is kleiner dan de echte koesoes. De bovenkant is lichtgrijs , de onderkant vuilwit. De staartwortel is geelbruin. Van de ogen tot de staart loopt een smalle, donkere rugstreep. Het eerste deel van de grijpstaart is dik behaard; de rest is onbehaard en bedekt met schubben. De kop-romplengte bedraagt 300 tot 390 mm, de staartlengte 300 mm en het gewicht 1300 tot 2000 g.
Deze solitaire soort is 's nachts actief, leeft in bomen en eet bladeren, bloemen en fruit. Het dier gebruikt zijn grijpstaart om bij voedsel te kunnen. De dag brengt hij door in rotsspleten. De schubstaartkoesoe paart van maart tot augustus. Er wordt een enkel jong geboren, dat na 25 weken de buidel verlaat en na 32 weken gespeend wordt.